# Halimodendron
Halimodendron es un género monotípico de plantas con flores perteneciente a la familia Fabaceae. Su única especie: Halimodendron halodendron (Pall.) Voss, es originaria de Rusia y el sur de Asia, pero se pueden encontrar en otros continentes, donde se trata de una especie introducida , y que es a menudo una maleza nociva. 

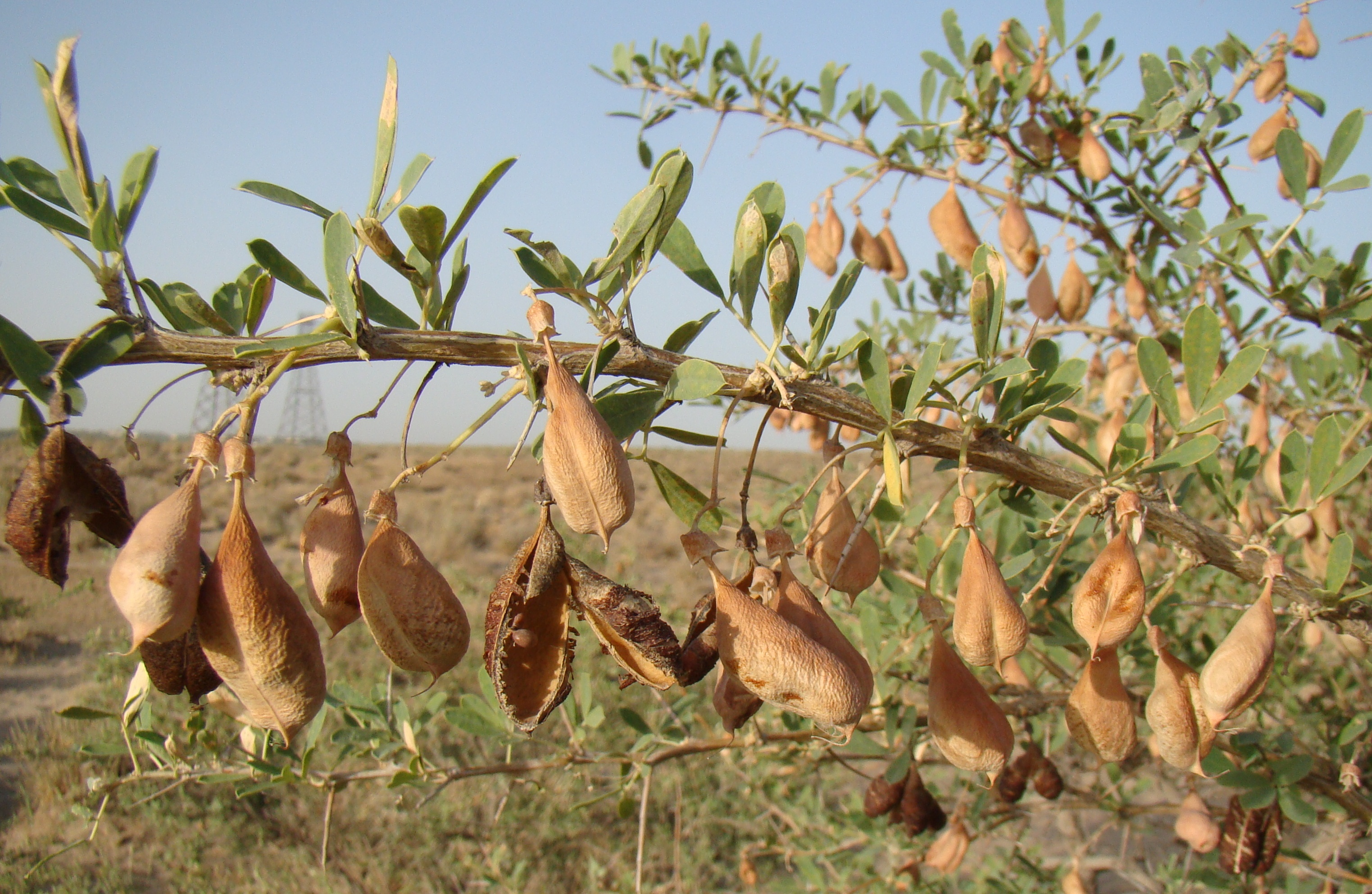
Frutos

## Descripción
Se trata de un arbusto espinoso de hoja caduca en expansión con unos metros de ancho máximo y hasta tres metros de altura.  Los extremos de las ramas tienen espinas estrechas. Las flores también aparecen en los extremos en grupos de dos a cuatro flores de color rosa con uno a dos centímetros de ancho. El fruto es una cápsula leñosa inflada de color negro de cerca de 2 centímetros de largo que contiene semillas leguminosas. La planta tiene un  sistema radical profundo, con  raíces laterales que produce el envío de nuevos brotes. De esta manera, la planta  forma extensos matorrales. Cuando se introduce en un área de clima adecuado, como California,  puede invadir tierras de cultivo y se propaga con relativa rapidez. Es tolerante a suelos salinos.

## Taxonomía
Halimodendron halodendron fue descrita por (Pall.) Voss y publicado en Report, Botanical Society and Exchange Club of the British Isles 4: 626. 1917.
Sinonimia
- Caragana argentea Lam.
- Halimodendron argenteum Fisch.
- Halimodendron argenteum (Lam.) DC.
- Halimodendron cuspidatum Jaub. & Spach
- Halimodendron emarginatum Jaub. & Spach9
- Halimodendron speciosum Carriere
- Halimodendron subvirescens Don
- Halimodendron triflorum Willd.
- Robinia halodendron Pall.[2][3]